# 효원공원
효원공원(Hyowon Park)은 대한민국의 경기도 수원시 팔달구 인계동에 위치한 공원이다.

## 시설
- 바닥분수
- 월화원
- 매점
- 화장실
- 신나는야외극장
- 경기도 문화의 전당
- 한국자유총연맹 경기도지부